# Tytani

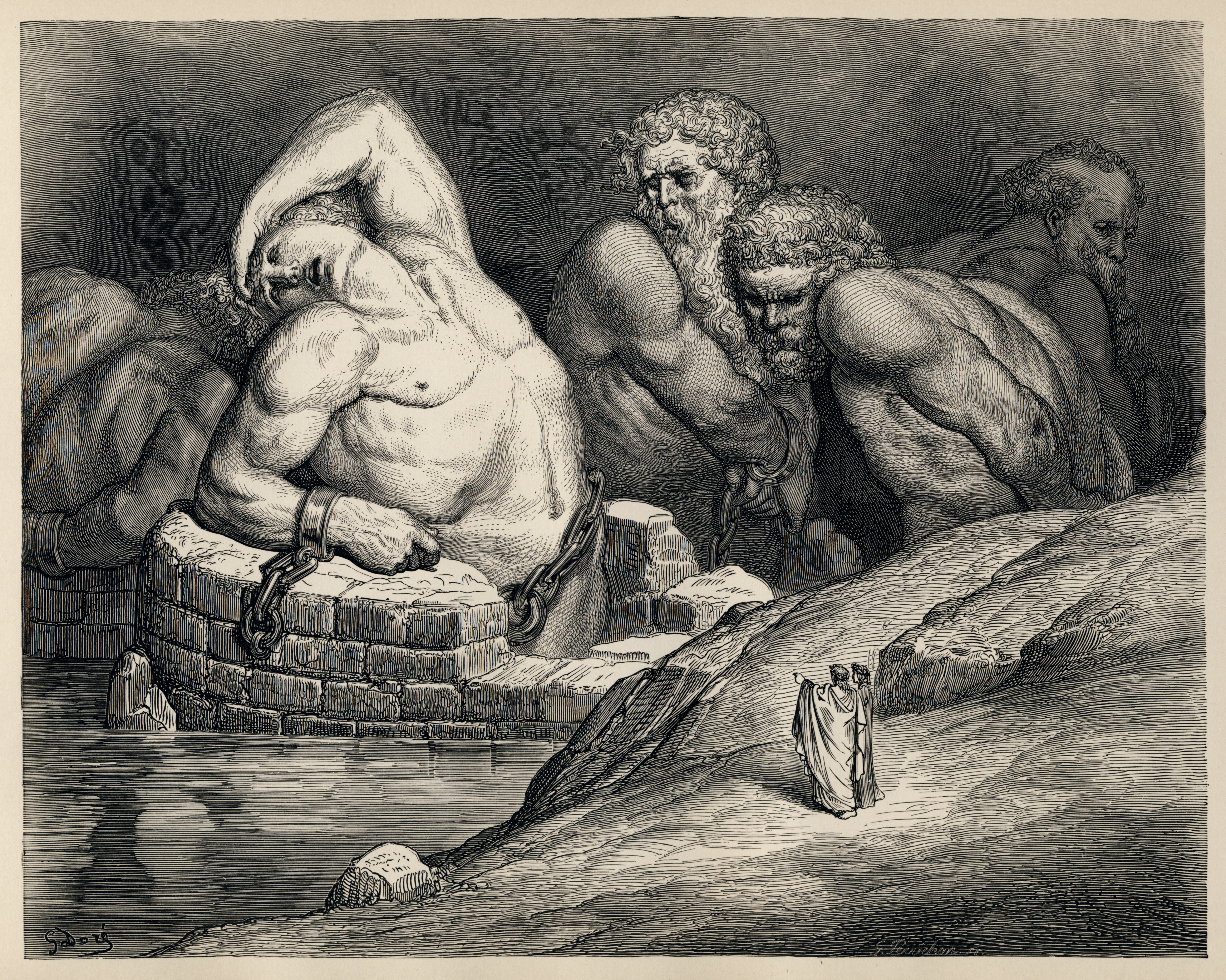
Gustave Doré: Tytani i giganci uwięzieni w piekle, rycina do Boskiej komedii

Tytani i tytanidy (gr. Τιτᾶνες Titanes, Τιτανίδες Titanídes, l.poj. Τιτάν Titán, Τιτανίς Titanís, łac. Titani, Titanides, l.poj. Titan, Titanid, pol. tytan, tytanida, tytanka) – w mitologii greckiej bogowie z pokolenia olbrzymów, istniejący przed bogami olimpijskimi.
Synowie Uranosa i Gai, m.in. Ofion, Hyperion, Japet, Kojos, Krios, Kronos, Okeanos, należeli do pierwszego pokolenia tytanów, a córki Uranosa i Gai, m.in. Fojbe, Mnemosyne, Rea, Teja, Temida, Tetyda – do pierwszego pokolenia tytanid. Braćmi ich byli hekatonchejrowie (sturęcy) – Ajgajon, Gyges, Kottos i cyklopi niebiańscy – Arges, Brontes, Steropes. Synowie tytanów i tytanid pierwszego (starszego) pokolenia, m.in. tytana Kriosa i Eurybii – Astrajos, Pallas i Perses, tytana Japeta i Okeanidy Klimene (lub Okeanidy Azji) – Atlas, Epimeteusz, Menojtios i Prometeusz, tytana Hyperiona i tytanidy Tei – Helios, należeli do drugiego (młodszego) pokolenia tytanów, a córki tytanów i tytanid pierwszego (starszego) pokolenia, m.in. tytana Kojosa i tytanidy Fojbe – Asteria i Leto, tytana Hyperiona i tytanidy Tei – Eos i Selene – do drugiego (młodszego) pokolenia tytanid.
Przerażony nimi Uranos zamierzał, tak jak uczynił to ze sturękimi i cyklopami, wtrącić do Tartaru. Gaja przeciwstawiła się zamiarom Uranosa, zrobiła sierp i wręczyła go Kronosowi, by ten użył go przeciwko ojcu. Kronos zaatakował Uranosa, odciął mu jądra i wrzucił je do morza. Z krwi Uranosa, którą wchłonęła do siebie Gaja (Ziemia), zrodziły się Erynie i meliady oraz bogini miłości Afrodyta. Okaleczony bóg przepowiedział swemu synowi, że on również zostanie zrzucony z tronu przez własnego syna.
Kronos zasiadł na opuszczonym tronie, poślubiając swoją siostrę, Reję. Obawiał się spełnienia przepowiedni Uranosa, więc połykał kolejno swoje potomstwo – Hestię, Demeter, Herę, Hadesa i Posejdona. Jednakże, gdy narodził się Zeus, Reja podała mężowi do połknięcia kamień owinięty w pieluszki – abadir. Gdy Zeus, wychowywany w ukryciu, dorósł, podstępem (z pomocą Metydy i Rei) podał swemu ojcu środek wymiotny (zmieszany z trunkiem miodowym) i sprawił, że Kronos wyrzucił z siebie połknięty kamień oraz potomstwo. Zeus wraz ze swymi braćmi wystąpił przeciwko Kronosowi, a także tytanom, kryjącym się w tesalskich górach Otrys. Tytani pierwszego pokolenia (z wyjątkiem tytanid i Okeanosa) zostali pokonani dzięki pomocy wyzwolonych cyklopów oraz sturękich i wtrąceni na zawsze do Tartaru.